# استفان ارتل
استفان ارتل (انگلیسی: Stefan Ertl؛ زادهٔ ۲۱ آوریل ۱۹۶۹) بازیکن فوتبال اهل آلمان است.
از باشگاه‌هایی که در آن بازی کرده‌است می‌توان به باشگاه فوتبال کایزرسلاوترن، باشگاه فوتبال کیکرز اوفنباخ، باشگاه فوتبال کارلسروهه، باشگاه فوتبال اس‌سی فورتونا کلن، و باشگاه فوتبال بروسیا مونشن‌گلادباخ اشاره کرد.